# Khâu Mạnh Hoàng
Khâu Mạnh Hoàng (tiếng Trung: 邱孟煌; bính âm: Qiū Mènghuáng, sinh ngày 12 tháng 12 năm 1968), còn được biết đến qua nghệ danh A Khâu (阿丘), là một MC truyền hình và blogger người Trung Quốc.
Khâu Mạnh Hoàng chào đời tại Sán Đầu, tỉnh Quảng Đông vào ngày 12 tháng 12 năm 1968, cha mẹ ông đều là quân nhân. Mẹ của Khâu vốn là dân Malaysia gốc Hoa đã hồi hương về Trung Quốc đại lục. Ông thi đậu vào Học viện Sư phạm Quảng Tây (nay là Đại học Sư phạm Nam Ninh), chuyên ngành kinh tế chính trị. Sau khi tốt nghiệp ra trường năm 1989, ông được phân công về làm việc tại Nhà máy dệt và nhuộm bông Nam Ninh, trong cương vị là chính trị viên trực thuộc liên đoàn lao động nhà máy này. Năm 1992, Khâu vào làm nhà biên kịch tại Nhà hát Nghệ thuật Nam Ninh.
Ngày 21 tháng 4 năm 2003, Khâu gia nhập Đài Truyền hình Trung ương Trung Quốc (CCTV) làm MC truyền hình.  Ông từng chủ trì một số chương trình, bao gồm Xã hội ký lục (社会记录), Nhân vật tân chu san (人物新周刊), và Thiên thiên cố sự hối (天天故事汇).
Tháng 11 năm 2019, có tin đồn nói rằng Khâu Mạnh Hoàng bị "CCTV trục xuất và không bao giờ được tuyển vào làm nữa". Thế nhưng chính ông đã lên tiếng phủ nhận tin đồn này.
Trong đại dịch COVID-19 tại Trung Quốc đại lục, Khâu Mạnh Hoàng đăng dòng tweet trên Sina Weibo vào ngày 26 tháng 2 năm 2020 tỏ ý hối tiếc về việc đất nước mình đã để dịch COVID-19 lây lan ra toàn thế giới. Tuy vậy, dòng tweet liền bị xóa ngay lập tức, nhiều người dùng mạng xã hội Trung Quốc đã tố cáo Khâu tội "phản bội Trung Quốc" và "tạo cơ sở đạo đức cho hành vi bài Trung Quốc trên toàn cầu". Ngày 4 tháng 3, CCTV thông báo rằng Khâu đã "bị cấm toàn bộ việc dẫn chương trình truyền hình".